# Salmonella
Il genere Salmonella è caratterizzato da bacilli Gram-negativi, asporigeni e anaerobi facoltativi. Fermentano il glucosio, producendo gas, degradano le proteine solforate con produzione di H2S, riducono i nitrati e non producono citocromo-ossidasi. La maggior parte sono lattosio non fermentanti. Possedendo flagelli peritrichi, sono tutte mobili tranne S. gallinarum e S. pullorum.

## Tassonomia
La classificazione tassonomica di questo genere è piuttosto complessa e si basa su dati di comparazione e di omologia del DNA; prevede due specie principali: Salmonella bongori e Salmonella enterica. All'interno di quest'ultima specie si distinguono varie sottospecie, tra cui Salmonella enterica enterica, che presenta vari serovar (o sierotipi) e tra questi quelli di interesse clinico sono: Typhi, Paratyphi, Typhimurium, Enteritidis e Cholaeresuis. Un esempio di denominazione corretta è: Salmonella enterica enterica ser. Thypi, tuttavia si ha la tendenza a utilizzare il nome del sierotipo in sostituzione a quello della specie, come: Salmonella typhi, Salmonella paratyphi, ecc.
La classificazione dei sierotipi si basa sul corredo antigenico dei batteri secondo lo schema suggerito da Kauffmann e White, e perciò utilizzando l'antigene somatico O, gli antigeni flagellari H1 e H2 e l'antigene di superficie "Vi" (quest'ultimo presente solo in alcuni serovar). In base all'antigene O si distinguono nei sierogruppi A, B, C1, C2, D ed E.
Il nome Salmonella deriva da quello del medico veterinario Daniel Elmer Salmon che la documentò per primo, sebbene a scoprirla sia stato il suo assistente Theobald Smith.

## Malattie
I bacilli del genere Salmonella sono presenti nell'ambiente, nel suolo e nelle acque, e possono essere riscontrate come parassiti nell'intestino degli animali e dell'uomo (es. Salmonella typhimurium) o esclusivamente dell'uomo (es. Salmonella typhi e Salmonella paratyphi A e C).
Nell'uomo questi vari sierotipi sono causa di differenti gruppi di malattie infettive:
- Febbri enteriche: la febbre tifoide e paratifoide, manifestazioni a carattere sistemico, rispettivamente causate dai sierotipi Salmonella typhi e Salmonella paratyphi.
- Salmonellosi: sono le forme più comuni di malattia da salmonelle e si manifestano come infezioni localizzate a carico dell'intestino (tossinfezioni alimentari) e sono causate dalle salmonelle minori, ovvero dai sierotipi Salmonella typhimurium e Salmonella enteritidis.
- Setticemia: infezione associata al sierotipo Salmonella cholaeresuis e il cui rischio di insorgenza è più alto nei pazienti in età geriatrica, pediatrica e negli immunocompromessi.